# Couvent des Minimes de Lille
Le couvent des Minimes de Lille, situé quai du Wault, est un ancien couvent de l'ordre des Minimes fondé à Lille en 1618. Il est inscrit au titre des monuments historiques depuis le 17 octobre 1977.
Ce site est desservi par la station de métro Rihour.

## Histoire
Le couvent des Minimes est un couvent d'hommes fondé à Lille en 1618. La construction du bâtiment commence en 1622 et s'achève en 1638. Le 30 mars 1742, il est la proie d'un incendie qui conduit à des reconstructions.
Désaffecté lors de la Révolution française, il devient propriété de l'Armée en 1791 et a abrité pendant longtemps l'intendance des armées.
Récupéré par la ville de Lille en 1981, il est racheté en 1988 par le Groupe SLIH (société lilloise d’investissement hôtelier) pour être reconverti en hôtel de luxe. L'hôtel a été inauguré le 6 octobre 1990.

## Description

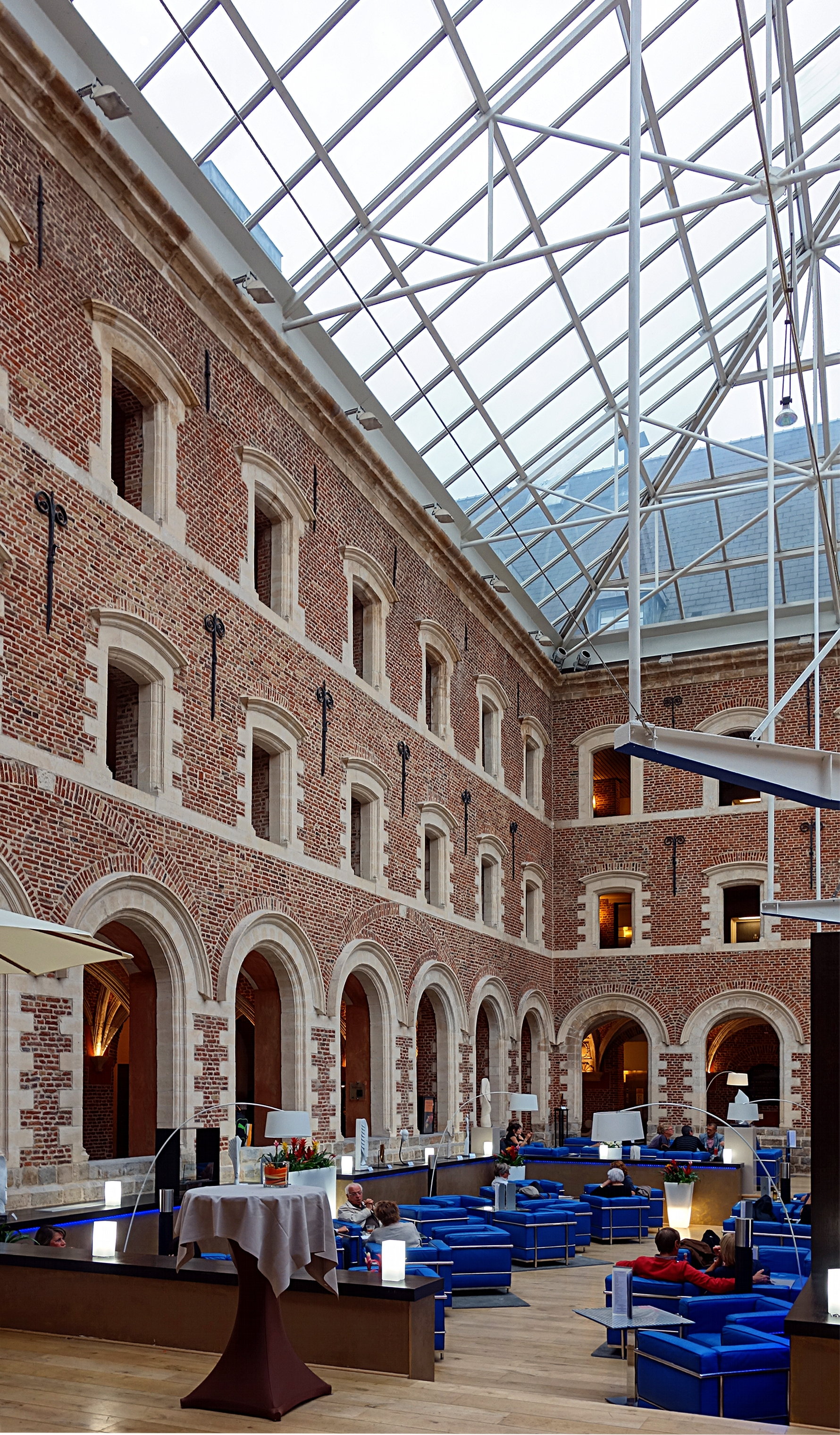
Vue du cloître réaménagé

Le couvent, de style flamand, comprend un cloître et une cour intérieure de 2 500 m2. Lors des travaux de réaménagement de la fin des années 1980, le cloitre est mis en valeur par la construction d’une grande verrière pyramidale qui abrite les espaces communs (restaurant, bar, salons).